# Paradyż (Powiat Opoczyński)
Paradyż ist ein Dorf und Sitz der gleichnamigen Gemeinde im Powiat Opoczyński der Woiwodschaft Łódź, Polen.

## Gemeinde
Zur Landgemeinde (gmina wiejska) Paradyż gehören folgende Ortsteile mit einem Schulzenamt (sołectwo):
Adamów
Alfonsów
Bogusławy
Daleszewice
Dorobna Wola
Feliksów
Grzymałów
Honoratów
Irenów
Joaniów
Kazimierzów
Krasik
Mariampol
Paradyż
Podgaj
Popławy-Kolonia
Przyłęk
Solec
Stanisławów
Stawowice
Stawowice-Kolonia
Stawowiczki
Sylwerynów
Wielka Wola
Wójcin
Wójcin A
Wójcin B
Weitere Ortschaften der Gemeinde sind Dąbrówka, Kłopotów, Sokołów und Stasin.